# Melting Pot (album van Blue Mink)
Melting Pot is het debuutalbum van Blue Mink. De opnamen waren reeds in een gevorderd stadium toen pas de vocalisten er bij kwamen. Alle titels zijn opgenomen in de Morgan Studios in Londen en het is daarom een Morgan Music Production.
Bezetting:
- Madeline Bell - zang;
- Roger Cook - zang;
- Alan Parker - gitaar;
- Herbie Flowers - basgitaar;
- Roger Coulam - toetsen;
- Barry Morgan - drums.

## Titels
1. Melting Pot (Cook/Greenaway);
2. Gidda wadda wobble (Parker);
3. Gimme reggae (Fox)
4. But not forever (Coulam);
5. Chopin up six (Flowers/Coulam);
6. Can you feel it baby (Cook/Greenaway);
7. Country chic (Coulam);
8. Mary Jane (Flowers/Pickett);
9. Over the top (Coulam);
10. Good Morning Freedom (Cook/Greenaway/Hammond/Hazlewood).

Kant 2 van de LP begint bij Can you feel it baby; Good Morning Freedom staat alleen op de Japanse cd-versie.
De hoes van de plaat wordt later ook gebruikt voor de verzamelaar Good Morning Freedom uit 2002.